# Nancy Drew (serial telewizyjny 1996)
Nancy Drew (1996) – francuski serial fabularny, który emitowany jest na kanale KidsCo od 5 marca 2010 roku.

## Fabuła
Serial opisuje przygody 20-letniej studentki kryminologii Nancy Drew (Tracy Ryan), która wraz z przyjaciółkami – Bess Marvin (Jhene Erwin) i George Fay (Joy Tanner) rozwiązują zagadki detektywistyczne.

## Obsada
- Tracy Ryan – Nancy Drew
- Jhene Erwin – Bess Marvin
- Joy Tanner – George Wayne

## Spis odcinków
| Premiera odcinka | N/o | Polski tytuł | Angielski tytuł                 |
| ---------------- | --- | ------------ | ------------------------------- |
|                  |     |              |                                 |
| SERIA PIERWSZA   |     |              |                                 |
|                  |     |              |                                 |
|                  | 01  |              | Welcome to the Callisto         |
|                  |     |              |                                 |
|                  | 02  |              | Happy Birthday, Nancy           |
|                  |     |              |                                 |
|                  | 03  |              | Exile                           |
|                  |     |              |                                 |
|                  | 04  |              | Asylum                          |
|                  |     |              |                                 |
|                  | 05  |              | The Ballad of Robin Hood        |
|                  |     |              |                                 |
|                  | 06  |              | Bridal Arrangements             |
|                  |     |              |                                 |
|                  | 07  |              | The Death & Life of Billy Feral |
|                  |     |              |                                 |
|                  | 08  |              | Double Suspicion                |
|                  |     |              |                                 |
|                  | 09  |              | The Stranger by the Road        |
|                  |     |              |                                 |
|                  | 10  |              | Photo Finish                    |
|                  |     |              |                                 |
|                  | 11  |              | Who's Hot, Who's Hot            |
|                  |     |              |                                 |
|                  | 12  |              | Fashion Victim                  |
|                  |     |              |                                 |
|                  | 13  |              | The Long Journey Home           |
|                  |     |              |                                 |